# Diari d'Andorra
Diari d'Andorra (pronúncia em catalão [diˈaɾi ðənˈdorə]) é um jornal criado em Andorra-a-Velha em 19 de maio de 1991. Possui uma circulação de 19.000 cópias e 1.900 assinantes, o que a tornou a líder dos periódicos andorranos. Publica a revista semanal gratuita 7 Dies, com uma circulação de 30.000 exemplares distribuídos em residências, estabelecimentos comerciais, hotéis e restaurantes de Andorra e Alto Urgel, e também é dona do transmissor Andorra 7 Radio. A editora do jornal é a Premsa Andorrana e seu presidente é Marc Vila i Amigó. Ela faz parte do Coordenador de Mídia.